# Rockwell Ranger 2000
Il Rockwell Ranger 2000 fu un aereo da addestramento sviluppato dalla divisione aeronautica dell'azienda statunitense Rockwell International in collaborazione con la tedesca Rhein-Flugzeugbau GmbH (RFB) negli anni novanta e rimasto allo stadio di prototipo.
Realizzato per concorrere alla selezione, denominata Joint Primary Aircraft Training System (JPATS), per la fornitura di un velivolo da addestramento per l'United States Air Force (USAF), l'aeronautica militare statunitense, e per la componente aerea dell'United States Navy, la marina militare statunitense, non riuscì ad imporsi sui concorrenti ed il suo sviluppo venne interrotto.